# Marquesado de Valcarlos

Escudo de Valcarlos, localidad navarra que da nombre al marquesado.

El marquesado de Valcarlos es un título nobiliario español creado, con Grandeza de España de primera clase, el 21 de diciembre de 1866 por la reina Isabel II en favor de Raimundo Güell y de Borbón, dándose un primer despacho el 7 de octubre de 1867, que fue anulado y dejado sin valor el 28 de junio de 1883, fecha en que se emitió un segundo despacho, esta vez válido, porque en el primero se había omitido, por descuido, el segundo apellido del concesionario, que era «Borbón».
Su denominación hace referencia a la localidad española de Valcarlos, en la comunidad foral de Navarra, de donde era oriundo Raimundo Güell y de Borbón.

## Marqueses de Valcarlos
|                        | Titular                    | Periodo                |
| Creación por Isabel II | Creación por Isabel II     | Creación por Isabel II |
| ---------------------- | -------------------------- | ---------------------- |
| I                      | Raimundo Güell y de Borbón | 1883-1907              |
| Único titular          |                            |                        |

## Historia de los marqueses de Valcarlos
- Raimundo Güell y de Borbón (1849-1907), I marqués de Valcarlos, adjunto militar a la embajada de España en París, comisario de España en la Exposición Universal de París de 1877, teniente coronel del ejército y caballero de Orden francesa de la Legión de Honor.[3] Era hijo de José Lorenzo Güell y Renté y de Josefina Fernanda de Borbón y Borbón-Dos Sicilias, hija del infante de España Francisco de Paula de Borbón y hermana, por tanto, de Francisco de Asís de Borbón y Borbón-Dos Sicilias, rey consorte de España por su matrimonio con la reina Isabel II.

Casó el 21 de diciembre de 1881, en París, con Antonia Alberti y Caro, hija del administrador de la Banca Otomana en París, con quien fue padre de dos hijas.
Este título, independientemente de que se concediera, o no, con carácter vitalicio, está caducado desde 1907, fecha del fallecimiento de su primer y único titular. Actualmente, además, no podría ser rehabilitado, por lo que es, simplemente, un título histórico. 